# Дракула (іспаномовний фільм, 1931)
«Дракула» (ісп. Drácula) — американський фільм жахів Джорджа Мелфорда, екранізація сценічної версії однойменного роману Брема Стокера. Іспанська версія фільму знімалася в один час з англійською і в тих же самих декораціях.
Зйомки проходили з 10 жовтня 1930 р. по 8 листопада 1930 р.. Прем'єра фільму відбулася 11 березня 1931 року.

## Сюжет
Агент з нерухомості Ренфілд (Пабло Алварез Рубіо) приїжджає в Трансільванію, щоб підписати з графом Дракулою договір про купівлю ним старого абатства Карфакс в Лондоні. Місцеві жителі попереджають Ренфілда, що замок Дракули — лігво нечисті, але той ігнорує попередження і відправляється в замок. На перевалі Борго його підбирає карета з мовчазним кучером. Виглянувши по дорозі з карети, Ренфілд бачить, що кучер зник, а над запряжкою махає крилами кажан.
Приїхавши в замок, Ренфілд зустрічає там графа Дракулу (Карлос Вілларіас) — аристократичного відлюдника з трохи дивними, але цілком терпимими манерами. Вони підписують договір. Ренфілд випиває запропоноване йому вино і засинає. До нього наближаються три жінки-вампірки, але з'являється Дракула і жестом відганяє їх.
На борту судна «Веста», який йде в Лондон Ренфілд охороняє Дракулу, який ночами вибирається з гробу й одного за іншим вбиває моряків. До моменту прибуття «Вести» в Лондон з живих на борту залишається тільки сам Ренфілд. Оскільки він явно божевільний, його поміщають в психіатричну клініку.
Нічний Лондон. Дракула прогулюється вулицями, вибираючи жертву. Потім він відправляється в театр, де знайомиться в ложе з Джоном Харкером (Беррі Нортон), його нареченою Євою (Лупіта Товар) і її подругою Люсією (Кармен Герерро). Дівчата зачаровані графом, ввечері вони обговорюють його. Коли Люсія лягає спати, у вікно влітає кажан і перетворюється на Дракулу.
В анатомічному театрі доктор Абрахам Ван Хелсінг (Едуардо Аросамена) обстежує труп Люсії й виявляє на її шиї сліди укусу, які він бачив вже у попередніх жертв. Він приходить до висновку, що вбивства — справа рук Носферату — «немертвого».
Ренфілд в клініці намагається поїдати мух і павуків. Ван Хелсінг розмовляє з ним, випитуючи про його сни.
Повернувшись в камеру, Ренфілд вночі через вікно благає Дракулу не чіпати Єву, але у Дракули інші наміри.
Вранці Єва розповідає Харкеру про страшні сни, після яких вона почувається знесиленою. Приходить Ван Хелсінг і починає розпитувати Єву про те, що саме їй сниться, а потім оглядає її й знаходить сліди укусу.
В цей час з'являється Дракула. Ван Хелсінг і Дракула знайомляться один з одним. Поки Дракула розмовляє з Євою, професор зауважує, що граф не відбивається в дзеркалі. Він показує Дракулу маленьке дзеркальце; той реагує дуже гостро і йде.
Поки чоловіки обговорюють те, що трапилося, Єва, яка потрапила під владу вампіра, виходить з дому в сад, де її чекає Дракула. В цей час в будинку з'являється Ренфілд і благає Ван Хелсінга і Харкера відвезти Єву. Кажан у вікні лякає його і він замовкає. В цей час покоївка, що виявила зникнення Єви, підіймає тривогу. Харкер знаходить дівчину в саду — вона без свідомості.
Санітари в клініці читають в газеті статтю про дивну Білу Жінку, яка ночами нападає на дітей. Єва теж бачила Білу Жінку, і вона сказала Ван Хелсінгу, що впізнала в ній Люсію. Ван Хелсінг обіцяє, що допоможе душі Люсії упокоїтися і радить Харкер серйозно занепокоїтися безпекою Єви. Він говорить також, що єдиний спосіб знищити вампіра — вбити йому в серце дерев'яний кілок. Знову з'являється Ренфілд, який розповідає про те, як неймовірно сильний його «господар». Коли Ренфілда відводять і Ван Хелсінг залишається в кімнаті один, входить Дракула, який говорить, що його кров уже тече в жилах Єви і що дівчина належить йому. У відповідь Ван Хелсінг повідомляє Дракулу, що має намір його знищити. Граф намагається придушити волю Ван Хелсінга, але той захищається хрестом.
З настанням ночі Єва відчуває себе краще і просить Харкера відпустити її погуляти. Вона вже майже вампір і ледь стримує бажання вкусити Джона; хрест Ван Хелсінга і на неї діє як зброя. Вона зізнається, що Дракула змусив її випити кров з його вени.
Наступної ночі Дракула знову з'являється під вікном Єви; він гіпнотизує доглядальницю, змушує її відкрити вікно і відводить Єву в абатство Карфакс, де їх вже чекає Ренфілд. Харкер і Ван Хелсінг також пробираються в абатство і стають свідками того, як Дракула вбиває Ренфілда. Починається світанок, і Дракула з Євою ховаються в підземеллі. Ван Хелсінг і Харкер знаходять труну Дракули і вбивають вампіра. Після загибелі Дракули Єва знаходить свободу і знову стає людиною.

## У ролях
- Карлос Вільяріас — граф Дракула
- Лупіта Товар — Єва
- Беррі Нортон — Джон Харкер
- Пабло Алварес Рубіо — Ренфілд
- Едуардо Аросамена — Абрахам Ван Хелсінг
- Хосе Соріано Віоска — доктор Сьюард
- Кармен Герерро — Люсія
- Амелія Сеністерра — Марта
- Мануель Арбо — Мартін